# قراغوز حاجي بابا
قراغوز حاجي بابا هي قرية في مقاطعة أرومية، إيران. عدد سكان هذه القرية هو 146 في سنة 2006.